# FC Helsingør 2017-2018
Questa voce raccoglie le informazioni riguardanti il FC Helsingør nelle competizioni ufficiali della stagione 2017-2018.

## Rosa pre sosta
| N. |                      | Ruolo | Calciatore         |
| -- | -------------------- | ----- | ------------------ |
| 1  | Danimarca (bandiera) | P     | Mikkel Bruhn       |
| 2  | Danimarca (bandiera) | D     | Johannes Ritter    |
| 3  | Danimarca (bandiera) | D     | Frederik Bay       |
| 4  | Danimarca (bandiera) | D     | Martin Fisch       |
| 5  | Danimarca (bandiera) | D     | Andreas Holm       |
| 6  | Danimarca (bandiera) | C     | Mikkel Basse       |
| 7  | Danimarca (bandiera) | C     | Anders Holst       |
| 8  | Danimarca (bandiera) | C     | Ricki Olsen        |
| 9  | Brasile (bandiera)   | A     | Matheus            |
| 10 | Danimarca (bandiera) | C     | Osama Akharraz     |
| 11 | Danimarca (bandiera) | A     | Nicolas Mortensen  |
| 12 | Danimarca (bandiera) | A     | Mark Leth Pedersen |
| 14 | Danimarca (bandiera) | D     | Jonas Henriksen    |
| 15 | Danimarca (bandiera) | D     | Daniel Jørgensen   |
| 16 | Danimarca (bandiera) | C     | Christian Køhler   |

| N. |                      | Ruolo | Calciatore          |
| -- | -------------------- | ----- | ------------------- |
| 18 | Danimarca (bandiera) | C     | Ismail Esen         |
| 19 | Danimarca (bandiera) | A     | Daniel Stückler     |
| 20 | Svezia (bandiera)    | A     | Lucas Ohlander      |
| 21 | Danimarca (bandiera) | D     | Morten Hegaard      |
| 22 | Danimarca (bandiera) | C     | Essam Salamoun      |
| 23 | Danimarca (bandiera) | C     | Frederik Roepstorff |
| 24 | Danimarca (bandiera) | C     | Tobias Christensen  |
| 25 | Danimarca (bandiera) | A     | Adnan Mohammad      |
| 27 | Danimarca (bandiera) | D     | Mathias Johannsen   |
| 28 | Svezia (bandiera)    | A     | Måns Herrmann       |
| 29 | Svezia (bandiera)    | C     | William Kvist       |
| 30 | Danimarca (bandiera) | C     | Patrick Olsen       |
| 31 | Danimarca (bandiera) | P     | Adrian Kappenberger |
| 33 | Danimarca (bandiera) | D     | Søren Henriksen     |
| 95 | Danimarca (bandiera) | D     | Aris Vaporakis      |

- Numero giocatori in rosa: 31
- Stranieri: 5 (16,1%)
- Età media: 23,5 anni

### Rosa post sosta
| N. |                      | Ruolo | Calciatore         |
| -- | -------------------- | ----- | ------------------ |
| 1  | Danimarca (bandiera) | P     | Mikkel Bruhn       |
| 2  | Danimarca (bandiera) | D     | Johannes Ritter    |
| 3  | Danimarca (bandiera) | D     | Frederik Bay       |
| 4  | Danimarca (bandiera) | D     | Martin Fisch       |
| 5  | Danimarca (bandiera) | D     | Andreas Holm       |
| 6  | Danimarca (bandiera) | C     | Mikkel Basse       |
| 7  | Danimarca (bandiera) | C     | Anders Holst       |
| 8  | Danimarca (bandiera) | C     | Ricki Olsen        |
| 9  | Brasile (bandiera)   | A     | Matheus            |
| 10 | Danimarca (bandiera) | C     | Osama Akharraz     |
| 11 | Danimarca (bandiera) | A     | Nicolas Mortensen  |
| 12 | Danimarca (bandiera) | A     | Mark Leth Pedersen |
| 14 | Danimarca (bandiera) | D     | Jonas Henriksen    |
| 15 | Danimarca (bandiera) | D     | Daniel Jørgensen   |
| 16 | Danimarca (bandiera) | C     | Christian Køhler   |

| N. |                      | Ruolo | Calciatore              |
| -- | -------------------- | ----- | ----------------------- |
| 19 | Danimarca (bandiera) | A     | Daniel Stückler         |
| 20 | Svezia (bandiera)    | A     | Melvin Frithzell        |
| 21 | Brasile (bandiera)   | C     | Felipe Tontini          |
| 22 | Danimarca (bandiera) | D     | Pascal Gregor           |
| 23 | Danimarca (bandiera) | C     | Frederik Roepstorff     |
| 24 | Danimarca (bandiera) | C     | Tobias Christensen      |
| 25 | Danimarca (bandiera) | A     | Adnan Mohammad          |
| 27 | Danimarca (bandiera) | D     | Mathias Johannsen       |
| 30 | Danimarca (bandiera) | C     | Patrick Olsen           |
| 31 | Danimarca (bandiera) | P     | Adrian Kappenberger     |
| 33 | Danimarca (bandiera) | D     | Søren Henriksen         |
| 93 | Brasile (bandiera)   | A     | Douglas Mineiro         |
| 95 | Danimarca (bandiera) | P     | Aris Vaporakis          |
| 99 | Danimarca (bandiera) | P     | Frederik Rej-Rosenqvist |

- Numero giocatori in rosa: 28
- Stranieri: 4 (14,3%)
- Età media: 23,9 anni

## Trasferimenti estivi
| Acquisti | Acquisti                  | Acquisti      | Acquisti           |
| R.       | Nome                      | da            | Modalità           |
| -------- | ------------------------- | ------------- | ------------------ |
| D        | Jonas Henriksen           | AB            | gratuito           |
| D        | Frederik Bay              | Copenaghen    | gratuito           |
| D        | Daniel Segev Jörgensen    | Roskilde      | gratuito           |
| D        | Sören Henriksen           | Vendsyssel    | gratuito           |
| A        | Osama Akharraz            | Viborg        | gratuito           |
| A        | Daniel Stückler           | Køge BK       | gratuito           |
| A        | Nicolas Mortensen         | Fremad Amager | gratuito           |
| A        | Mark Leth Pedersen        | Roskilde      | gratuito           |
| A        | Adnan Mohammad            | Arendal       | gratuito           |
| P        | Adrian Kappenberger       | Fredensborg   | gratuito           |
| A        | Måns Herrmann             | Höganäs BK    | ?                  |
| C        | Christian Köhler          | Nordsjælland  | ?                  |
| A        | Matheus Leiria Dos Santos | Barra-SC      | ?                  |
| D        | Patrick Olsen             |               | svincolato         |
| C        | William Kvist             |               | svincolato         |
|          | 15 acquisti               |               | spesa totale = 0 € |

| Cessioni | Cessioni                 | Cessioni     | Cessioni              |
| R.       | Nome                     | a            | Modalità              |
| -------- | ------------------------ | ------------ | --------------------- |
| A        | Martin Koch              | Køge BK      | gratuito              |
| D        | Rasmus Minor Petersen    | Hobro        | gratuito              |
| C        | Vito Hammershöj Mistrati | Hobro        | gratuito              |
| C        | Rasmus Gasberg           | Stenløse     | gratuito              |
| A        | Pierre Larsen            | Viborg       | prestito              |
| C        | Lukas Svendsen           | Fredensborg  | prestito              |
| A        | Andre Riel               | Aarhus       | ?                     |
| C        | Mads Aaquist             | Nordsjælland | ?                     |
| C        | Morten Bertolt           |              | ritiro                |
| A        | Anders Junge             |              | svincolato            |
| C        | Alexander Fioretos       |              | svincolato            |
| D        | Frederik Bay             | Copenaghen   | fine prestito         |
|          | 12 cessioni              |              | guadagno totale = 0 € |
|          |                          |              | saldo finale = 0 €    |

## Trasferimenti invernali
| Acquisti | Acquisti         | Acquisti        | Acquisti |
| R.       | Nome             | da              | Modalità |
| -------- | ---------------- | --------------- | -------- |
| A        | Douglas          | Zimbru Chișinău | gratuito |
| A        | Melvin Frithzell | IFK Värnamo     | gratuito |
| D        | Pascal Gregor    | Nordsjælland    | gratuito |
| C        | Felipe Tontini   | Grêmio          | prestito |
|          |                  |                 |          |

| Cessioni | Cessioni           | Cessioni        | Cessioni   |
| R.       | Nome               | a               | Modalità   |
| -------- | ------------------ | --------------- | ---------- |
| A        | Måns Herrmann      |                 | svincolato |
| C        | William Kvist      |                 | svincolato |
| C        | Essam Salamoun     |                 | svincolato |
| D        | Lucas Ohlander     |                 | svincolato |
| C        | Ismail Esen        |                 | svincolato |
| A        | Måns Herrmann      | Högaborgs BK    | gratuito   |
| A        | Mark Leth Pedersen |                 | svincolato |
| D        | Morten Hegaard     | Fremad Amager   | gratuito   |
| C        | Ismail Esen        | Fredensborg     | gratuito   |
| D        | Lucas Ohlander     | Fremad Amager   | gratuito   |
| C        | William Kvist      | Oskarshamns AIK | gratuito   |
|          |                    |                 |            |
|          |                    |                 |            |